# Exema mormona
Exema mormona är en skalbaggsart som beskrevs av Karren 1966. Exema mormona ingår i släktet Exema och familjen bladbaggar. Inga underarter finns listade i Catalogue of Life.